# باول موس
باول موس (بالإنجليزية: Paul Moss)‏ هو لاعب كرة قدم أمريكية أمريكي، ولد في 2 أكتوبر 1908 في برازيل في الولايات المتحدة، وتوفي في 5 مايو 1999 في تير هوت في الولايات المتحدة.

## وصلات خارجية
- باول موس على موقع JustSportsStats.com (الإنجليزية)